# Tracy-sur-Loire
Tracy-sur-Loire là một xã của tỉnh Nièvre, thuộc vùng Bourgogne-Franche-Comté, miền trung nước Pháp.